# Eschweilera pseudodecolorans
Eschweilera pseudodecolorans är en tvåhjärtbladig växtart som beskrevs av Scott A. Mori. Eschweilera pseudodecolorans ingår i släktet Eschweilera och familjen Lecythidaceae. Inga underarter finns listade i Catalogue of Life.